# Кратинов, Семён Устинович
Семён Устинович Кратинов (1916—1982) — лётчик-ас, полковник Советской Армии, участник Великой Отечественной войны, Герой Советского Союза (1945).

## Биография
Семён Кратинов родился 3 августа 1916 года в Луганске. После окончания рабфака и первого курса Ленинградского индустриального института работал на Ворошиловградском паровозостроительном заводе. В августе 1936 года Кратинов был призван на службу в Рабоче-крестьянскую Красную Армию. В 1938 году он окончил Ворошиловградскую военную авиационную школу лётчиков. С февраля 1943 года — на фронтах Великой Отечественной войны.
К концу февраля 1945 года гвардии капитан Семён Кратинов командовал эскадрильей 40-го гвардейского истребительного авиаполка 8-й гвардейской истребительной авиадивизии 2-й воздушной армии 1-го Украинского фронта. К тому времени он совершил 312 боевой вылет, принял участие в 64 воздушных боях, сбив 18 вражеских самолётов лично и ещё 3 — в составе группы.
Указом Президиума Верховного Совета СССР от 10 апреля 1945 года за «мужество и героизм, проявленные в воздушных боях» гвардии капитан Семён Кратинов был удостоен высокого звания Героя Советского Союза с вручением ордена Ленина и медали «Золотая Звезда» за номером 6089.
После представления к званию Героя продолжил сражаться на фронте. К 9 мая 1945 года совершил около 360 боевых вылетов и провёл около 70 воздушных боёв. Лично сбил 21 и в группе 2 самолётов противника. Был тяжело ранен, после многомесячного лечения вернулся в свой полк.
После окончания войны Кратинов продолжил службу в Советской Армии. В 1956 году в звании полковника он был уволен в запас. Проживал в Ворошиловграде, работал инженером Ворошиловградского филиала Государственного проектно-конструкторского и научно-исследовательского института автоматизации угольной промышленности. Скончался 4 января 1982 года.
Был также награждён четырьмя орденами Красного Знамени, орденами Александра Невского, Отечественной войны 1-й степени, Красной Звезды, рядом медалей и иностранных наград.